# Macambira
Macambira este un oraș în Sergipe (SE), Brazilia.